# Alani
Alani byli starověký a středověký íránský kočovný pastevecký národ, který migroval na území dnešního Severního Kavkazu – zatímco někteří pokračovali do Evropy a později do Severní Afriky. Významně zasáhli do evropských poměrů v době stěhování národů. Poprvé jsou zmíněni severně od Kaspického moře, jako kočovníci mezi Volhou a Aralským jezerem. 
Jsou obecně považováni za součást Sarmatů, možná příbuzní Massagetů. Moderní historici spojují Alany se středoasijskými kmeny Jancaj z čínských zdrojů a s Aorsy z římských zdrojů. Číňanům byla jejich země známá jako Alanliao (阿蘭聊) . Poté, co se Alani přesunuli na západ a stali se dominantními mezi Sarmaty na pontsko-kaspické stepi, jsou zmiňováni římskými zdroji v 1. století n. l. V té době osídlili oblast severně od Černého moře a v blízkosti řeky Don (Tanais) a často podnikali nájezdy na Parthskou říši a jihokavkazské provincie Římské říše. V letech 215 až 250 n. l. Gótové získlali moc nad pontskou stepí, čímž asimilovali značnou část přidružených Alanů.
Po hunské porážce Gótů na Pontské stepi kolem roku 375 se mnoho Alanů spolu s různými germánskými kmeny přesunulo na západ. V roce 406 překročili Rýn spolu s Vandaly a Svéby a usadili se v Orléans a Valence. Kolem roku 409 se připojili k Vandalům a Svébům při přechodu Pyrenejí na Pyrenejský poloostrov a usadili se v Lusitánii a Hispánii Carthaginensis. Pyrenejští Alani, poražení Vizigóty v roce 418, se následně vzdali své autority ve prospěch Vandalů z řad Hasdingů. V roce 428 překročili Vandalové a Alani Gibraltarský průliv do severní Afriky, kde založili království, které trvalo až do dobytí vojsky byzantského císaře Justiniána I. v roce 534.
V 9. století nakonec ti Alani, kteří zůstali v područí Hunů, založili oblastně mocné království Alanie. Přežilo až do mongolských invazí ve 13. století. Různí učenci považují tyto Alany za předky současných Osetinců, Karačajů a Balkarů, žijící v kavkazských republikách jižního Ruska.
Alani mluvili východními íránskými jazyky, který pocházel ze skyto-sarmatštiny a který se zase vyvinul v moderní osetský jazyk. Jméno Alan představuje východoíránskou dialektovou formu staroíránského výrazu Árijec (Aryan, viz Árjové), a je tak příbuzné se jménem země Írán (z gen. plur. *aryānām).